# Glockengiesserei Eschmann

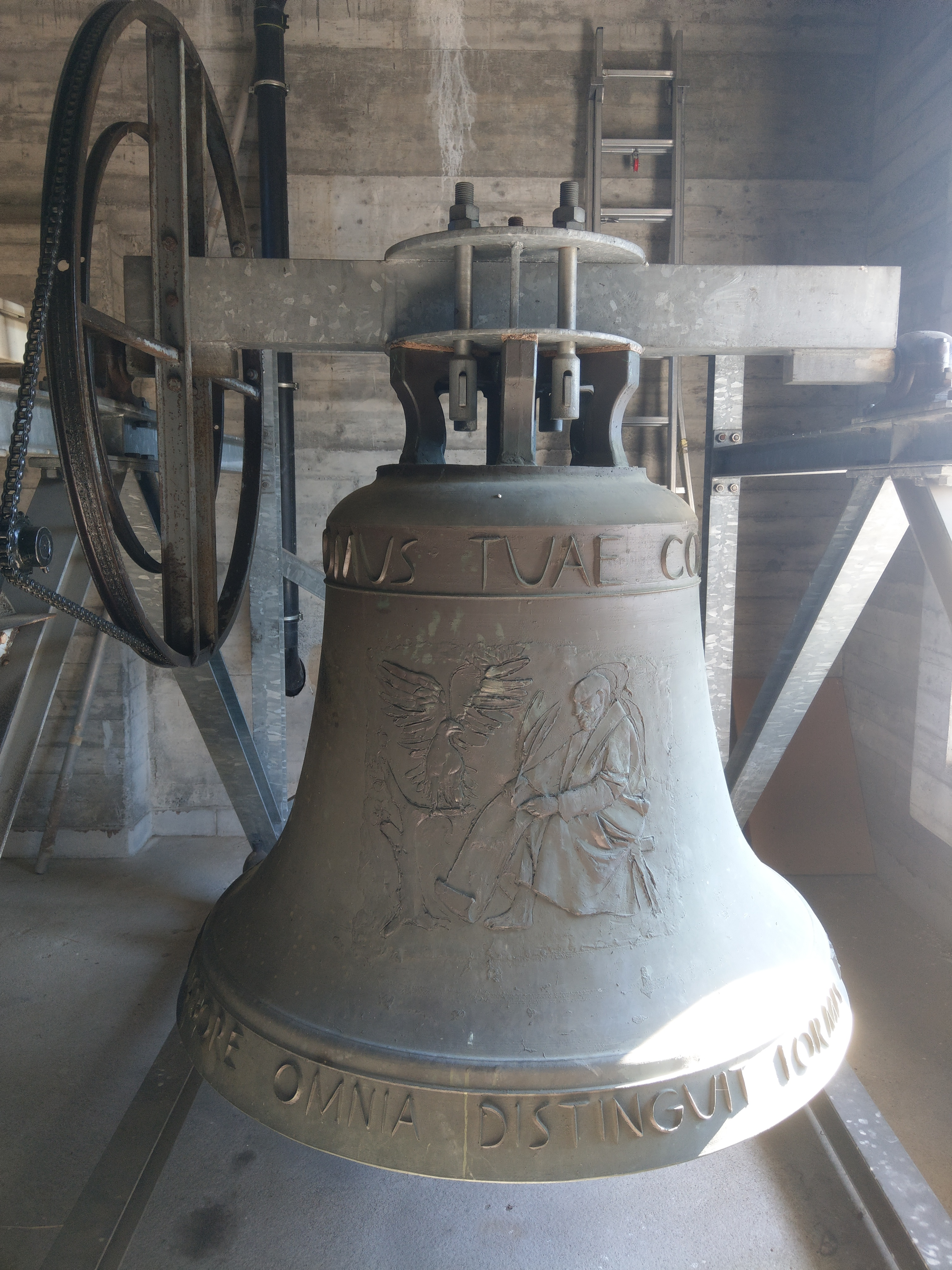
Johannesglocke in St. Johannes Luzern mit der Gussnummer 548

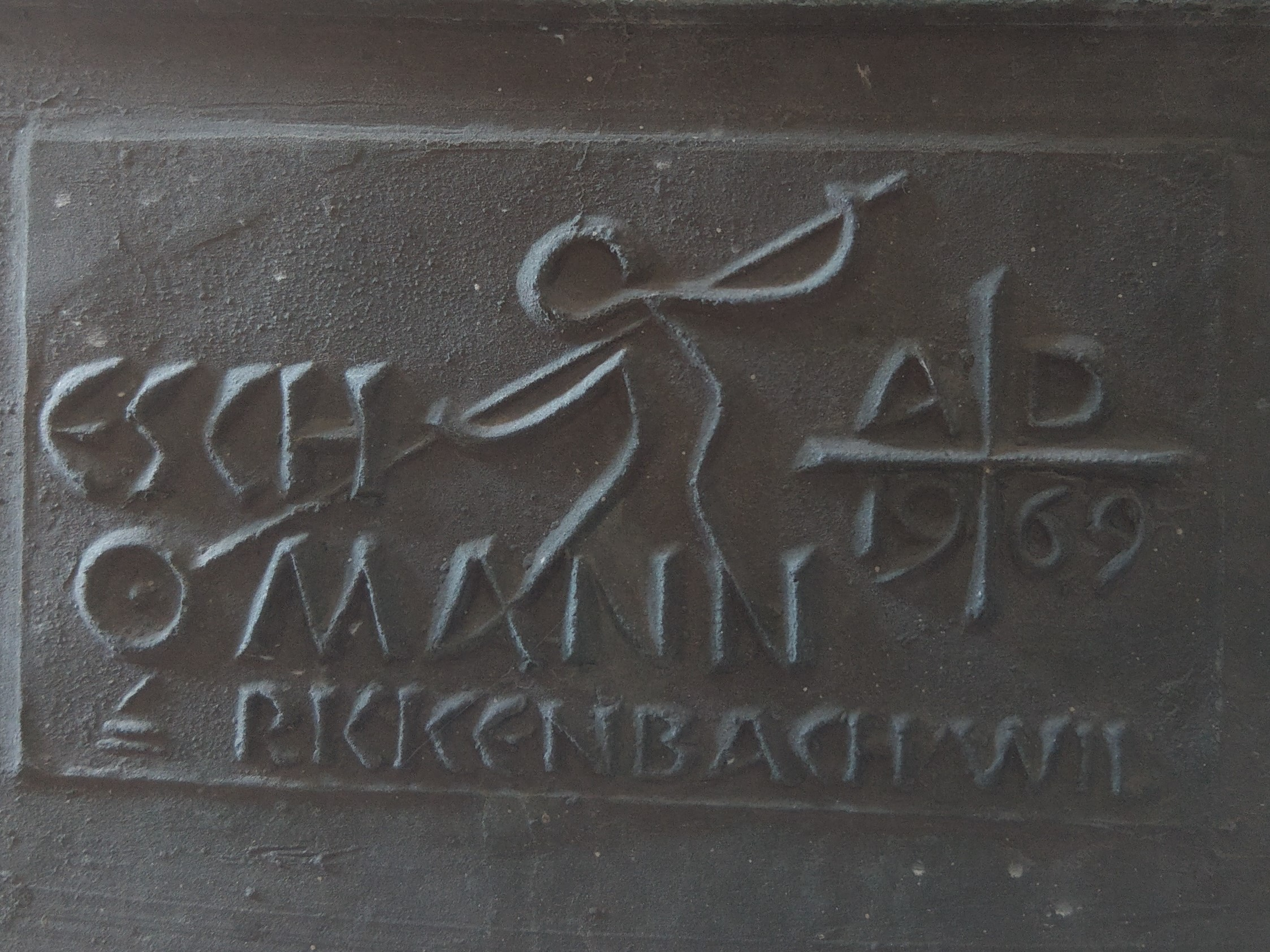
Das alte Markezeichen der Giesserei Eschmann der Glocke von St. Johannes Luzern. Auf einigen Glocken befindet sich auch ein anderes Markezeichen Eschmanns in moderner Schrift.

Die E. Eschmann AG war eine Glockengiesserei in Rickenbach (TG). 

## Geschichte
Emil Eschmann wurde am 20. Juli 1918 geboren. Früh hatte er den Wunsch das Glockengiesserhandwerk auszuüben. Er erlernte den Beruf des Giessers nach seiner Schulzeit bei der Firma Sulzer in Winterthur. 1953 kaufte er vom Glockengiesser Fritz Hamm aus Salzburg (vor dem Zweiten Weltkrieg tätig in Staad SG) dessen Rippe (geistiges Eigentum jeden Glockengiessers). Er veränderte die Glockenform zu einer eigenen Rippe.
Eschmann errichtete seine Glockengiesserei in Rickenbach bei Wil, direkt an der Bahnlinie. Die Gebäude sind heute noch in veränderter Form erhalten. Der erste nachweisbare Glockenguss Eschmanns war am 23. November 1955. Die Firmengründung durch Emil Eschmann erfolgte am 19. November 1957. Da zu diesem Zeitpunkt ein ausgeprägter Bauboom von Kirchen zu verzeichnen war, der aufgrund der Auflösung der Simultaneumsverhältnisse ausgelöst wurde, blühte die Firma deutlich auf.
Am 31. Mai 1970 schied Emil Eschmann aus der Firma aus, um bei der Georg Fischer AG in Schaffhausen einzutreten. Der ursprüngliche Betrieb wurde durch die Glockengiesserei Koninklijke Eijsbouts aus Asten übernommen. Unter Führung des Kunstgiessers Peter Zollinger wurden noch einige Glocken gegossen. 1973 erfolgte die Liquidation der Glockengiesserei. 
Eschmann starb am 29. Mai 1996 in Schaffhausen. Sein Lebens- und Firmenmotto steht auch auf seinem Grabstein: «Emil Eschmann goss mich, in Gottes Namen floss ich».

## Bedeutung und Arbeitsumfang
Die 1953 gekaufte Rippe von Fritz Hamm entwickelte Eschmann im Verlauf der Jahre weiter. Dadurch wurde der Klangaufbau seiner Glocken regelmässiger und die Glocken erhielten ein firmentypisches Timbre. Bereits in der frühen Firmengeschichte liess er Klöppel mit Ballen in Kugelform schmieden, welche in modifizierter Form bis heute zum Standard wurden. Zunächst verwendete er zur Verzierung seiner Glocken alte Modeln der Glockengiesserei Oberascher, später konnte er namhafte Künstler wie Fritz Linder (1914–2011) aus Lungern oder Alfred Schönenberger (1910–1969) aus Wil für die Gestaltung gewinnen.

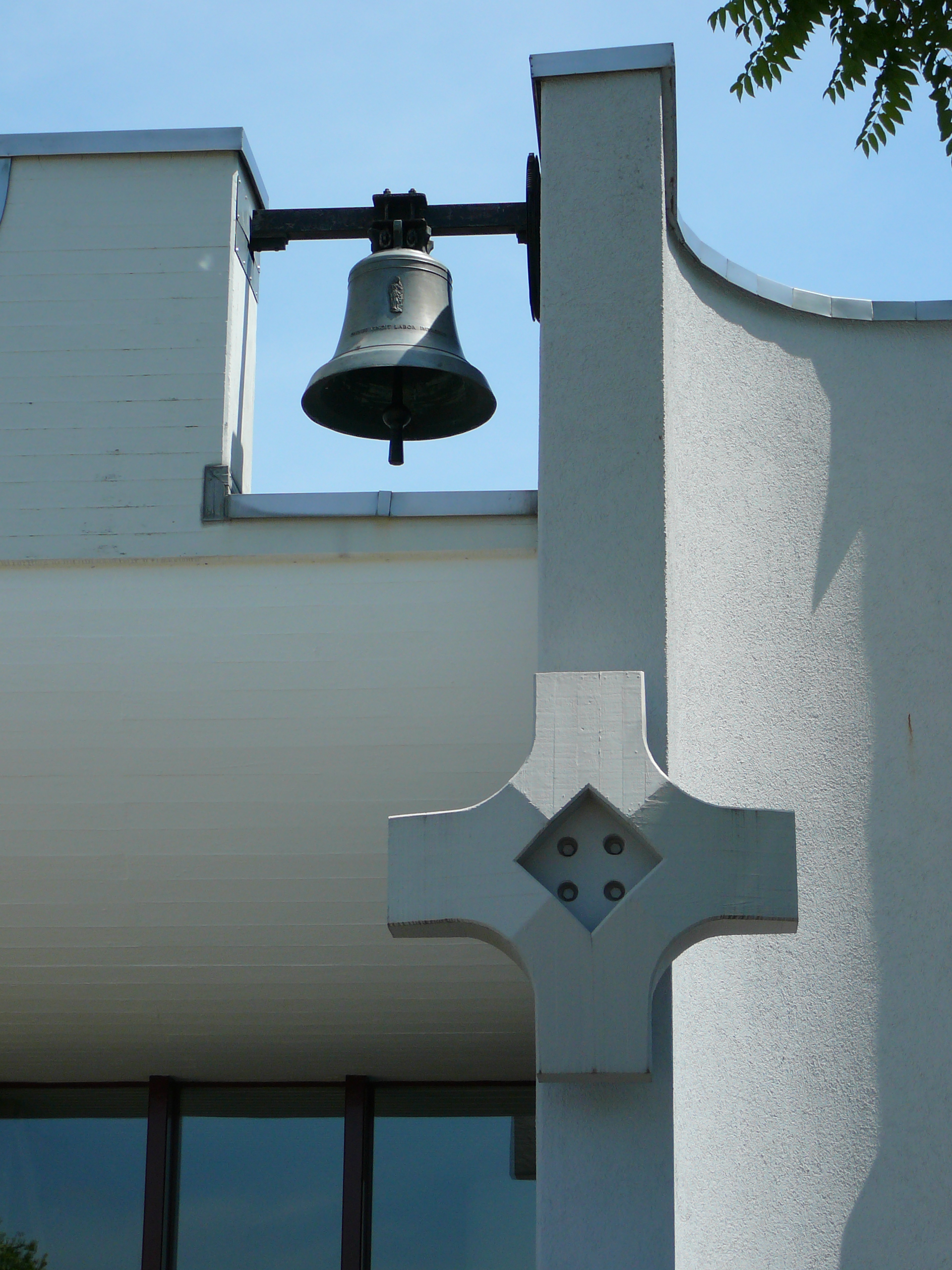
Eschmann-Glocke im Dachreiter von St. Mauritius (Regensdorf) mit firmenuntypischen Jochgarnituren.

Insgesamt wurden in Rickenbach ca. 600 Kirchenglocken für fast ausschliesslich katholische Kirchen gegossen. Glocken der Firma wurden auch nach Japan, Vietnam, Madagaskar, Kolumbien und Tansania geliefert.
Eschmanns Angebot umfasste neben Neuanlagen auch den Umguss gesprungener Glocken bis hin zur Errichtung von Glockenstühlen und den Einbau von Läutemaschinen. Bei der Neueinrichtung von Glockenstühlen wurden auch meist die historischen Glockenstühle entfernt. Die Glocken wurden in firmentypischen, scheibenförmigen Jochgarnituren montiert, sogenannten Gusseisenprofiljochen wie etwa in St. Johannes Luzern. Die grösste nachweisbare Glocke der Firmengeschichte ist die grosse Glocke von St. Ulrich und Afra in Kreuzlingen mit 6285 kg.
Es gab auch eine kleine Auswahl an Fabrikglocken von Eschmann. Einige sind heute in Privatbesitz.
Eschmann-Glocken sind leicht zu verwechseln mit den Glocken der deutschen Glockengiesserei Czudnochowsky aus Erding. Diese sehen Eschmann-Glocken zum Verwechseln ähnlich, da Czudnochowsky eine ähnliche Rippenform verwendete und auch die Glockenkronen jenen von Eschmann sehr ähnlich sind. In einigen Grössen, oft bei kleineren Glocken, war die Form der Kronen sogar ganz identisch. Im Klangaufbau sind die Glocken zudem sehr ähnlich. Emil Eschmann und Karl Czudnochowsky waren beide eine geraume Zeit bei der Glockengiesserei Staad AG (vormals Glockengiesserei Egger) in Staad (SG) tätig. Vielleicht entstammen daher diese Ähnlichkeiten.

## Glocken der Firma (Auswahl)
- St. Verena, Rickenbach
- Klosterkirche Engelberg
- St. Florin, Vaduz
- St. Johannes, Luzern
- St. Ulrich  und Afra in Kreuzlingen
- St. Gallus in Lichtensteig
- Heiligkreuzkirche Chur
- St. Nicolas Hérémence
- Pfarrkirche St. Johannes Ufhusen
- Herrenberg Stiftskirche (Glockenmuseum)
- Ref. Kirche im Wil (Dübendorf)